# Crime Busters
Crime Busters (Italiaans: I due superpiedi quasi piatti) is een Italiaanse-Amerikaanse misdaadkomediefilm uit 1977 en is geregisseerd door Enzo Barboni.
Het was een van de drie films bekroond met de Golden Screen Award in 1977 samen met The Exorcist en The Towering Inferno.

## Synopsis
Twee sympathieke sukkelige werklozen Wilbur en Matt, beramen een overval op een supermarkt. Maar in plaats van een supermarkt wandelen ze tot hun stomme verbazing het rekruteringskantoor van de politie binnen! Wilbur en Matt zien geen andere mogelijkheid dan zich aan te melden. Eenmaal in blauw uniform, krijgen ze het aan de stok met een straatbende, onder leiding van nep-Indiaan Geronimo. Dat leidt tot een aantal dolle knokpartijen. Maar echt spannend wordt het pas wanneer Wilbur en Matt een bende internationale drugshandelaren op het spoor komen.

## Rolverdeling
| Acteur            | Personage               |
| ----------------- | ----------------------- |
| Bud Spencer       | Wilbur Walsh            |
| Terence Hill      | Matt Kirby              |
| David Huddleston  | Hoofdinspecteur McBride |
| Luciano Catenacci | Fred 'Curly' Cline      |
| Riccardo Pizzuti  | Freds handlanger        |
| Laura Gemser      | Suzy Lee                |
| Jill Flanter      | Gravin Galina Kocilova  |
| April Clough      | Angie Crawford          |
| Luciano Rossi     | "Geronimo"              |
| Ezio Marano       | "Bloodsucker"           |